# Hondón de las Nieves
Hondón de las Nieves (Valenciaans, ook officieel: El Fondó de les Neus) is een gemeente van de Spaanse streek Vinalopó Medio, in de provincie Alicante, in de regio Valencia.

## Geschiedenis
Het is bekend dat de christelijke legers Hondón in 1246 op de Moren hebben veroverd. Tot 1839 maakte het deel uit van het ambtsgebied van Aspe en in dat jaar werd het een onafhankelijke gemeente samen met Hondón de los Frailes. In 1926 zijn Hondón de las Nieves en Hondón de los Frailes van elkaar gescheiden. In 1900 telde de gemeente 3.690 inwoners, maar dan nog wel samen met Hondón de los Frailes.

## Demografie en economie
De cijfers (Instituto Nacional de Estadística) van 2022 geven een bevolking van 2684 inwoners weer waarvan 1674 Spanjaarden en 1010 buitenlanders. De gemeente omvat ook twee kleinere dorpen, El Rebalso en La Canalosa.

### Demografische ontwikkeling
Bron: INE, 1857-2011: volkstellingen
Opm.: In 1926 werd Hondón de los Frailes een zelfstandige gemeente
De traditionele economie is gebaseerd op de landbouw, met druiven als belangrijkste product. Momenteel wordt ook de sector onroerende zaken steeds groter, met een gestaag groeiend aantal buitenlanders die zich in deze gemeente vestigen.
Er zijn ook steen- en zandgroeven, en cementindustrieën.

## Geografie
De gemeente heeft een oppervlakte van 68,85 km en bevindt zich in een klein dal, beschermd door het gebergte van Crevillent. De gemeente staat vol dennen-, amandel- en olijfbomen, en wijngaarden. Enkele plaatsen die de moeite waard zijn om te bezoeken, zijn La Cuesta en La Cruz, beide geschikt voor ontspanning en recreatie. Om de streek wandelend te verkennen is de route Ruta del Alto Pelao aanbevolen, waarbij men vele mediterraanse planten kan waarnemen: dennen, jeneverbes, tijm, rozemarijn. De lokale fauna telt onder andere wilde zwijnen, vossen, patrijzen, hazen, konijnen, hagedissen en oehoes.

## Bezienswaardigheden
In Hondón de las Nieves staan volgende gebouwen en plaatsen te boek als bezienswaardigheden:
- De barokke kerk van Apostel Sint Pieter. Gebouwd over de Ermita (kapel) de las Nieves in 1746.
- De kapel van Sint Isidro. Bij de locatie La Cruz.
- Het dorpsplein. Daar bevindt zich het gemeentehuis.
- De façade van het klooster van de kloosterzusters Concepcionistas Franciscanas. Het klooster is gebouwd in de 20e eeuw, maar is behoorlijk beschadigd.

## Gastronomie
Behalve de kwalitatief goede druiven met de Beschermde Oorsprongsbenaming Uva de Mesa Embolsada del Vinalopó, kan men van de volgende streekgerechten krijgen: arroz caldoso (smeuïge rijst), gazpacho, gachamiga, puchero (een soort stoofpot) en rijst met konijnenvlees en slakken. Enkele zoetigheden zijn de rollos de costra, torrijas, sequillos en embocaos.

## Politiek
De gemeente wordt bestuurd door 5 raadsleden de christendemocratisch-conservatieve Partido Popular, 5 van de Partido Socialista del País Valenciano, de regionale tak van de sociaaldemocratische PSOE en 1 van de liberaal rechtse Ciudadanos.
Agost · Agres · Aigües · Albatera · Alcalalí · Alcocer de Planes · Alcoleja · Alcoy · Alfafara · Algorfa · Algueña · Alicante · Almoradí · Almudaina · Altea · Aspe · Balones · Banyeres de Mariola · Benasau · Beneixama · Benejúzar · Benferri · Beniarbeig · Beniardá · Beniarrés · Benidoleig · Benidorm · Benifallim · Benifato · Benigembla · Benijófar · Benilloba · Benillup · Benimantell · Benimarfull · Benimassot · Benimeli · Benissa · Benitachell · Biar · Bigastro · Bolulla · Busot · Callosa d'en Sarrià · Callosa de Segura · Calp · Campo de Mirra  · Cañada· Castalla · Castell de Castells · Catral · Cocentaina · Confrides · Cox · Crevillent · Daya Nueva · Daya Vieja · Dénia · Dolores · El Campello · El Castell de Guadalest · El Ràfol d'Almúnia · El Verger · Elche · Elda · Els Poblets · Facheca · Famorca · Finestrat · Formentera del Segura · Gaianes · Gata de Gorgos · Gorga · Granja de Rocamora · Guardamar del Segura · Hondón de las Nieves · Hondón de los Frailes · Ibi · Jacarilla · Jávea · Jijona · L'Alfàs del Pi · L'Alqueria d'Asnar · L'Atzúbia · La Nucia · La Romana · La Vall d'Alcalà · La Vall d'Ebo · La Vall de Laguar · Llíber · Lorcha · Los Montesinos · Millena · Monforte del Cid · Monóvar · Murla · Muro de Alcoy · Mutxamel · Novelda · Ondara · Onil · Orba · Orihuela · Orxeta · Parcent · Pedreguer · Pego · Penàguila · Petrer · Pilar de la Horadada · Pinoso · Planes · Polop · Quatretondeta · Rafal · Redován · Relleu · Rojales · Sagra · Salinas · San Fulgencio · San Isidro · San Miguel de Salinas · San Vicente del Raspeig · Sanet y Negrals · Sant Joan d'Alacant · Santa Pola · Sax · Sella · Senija · Tàrbena · Teulada · Tibi · Tollos · Tormos · Torremanzanas · Torrevieja · Vall de Gallinera · Villajoyosa · Villena · Xaló